# 圖積蘭奴斯足球會
圖積蘭奴斯足球會（西班牙語：Trujillanos Fútbol Club）是委內瑞拉的一支足球會，現於委超作賽。球隊在2006/07球季本應降班，但恰巧聯賽從10隊擴至18隊而倖免。2014年他們取得聯賽冠軍。